# Włoscy Argentyńczycy
Włoscy Argentyńczycy – potomkowie włoskich osadników, zamieszkujący Argentynę. Nawet 25 mln Argentyńczyków posiada wśród przodków osoby narodowości włoskiej. Osób narodowości włoskiej jest w Argentynie 1,963 mln, czyli ok. 4,7% populacji.
Włoscy Argentyńczycy w większości posługują się językiem hiszpańskim.